# Hemibagrus maydelli
Hemibagrus maydelli är en fiskart som först beskrevs av Rössel, 1964.  Hemibagrus maydelli ingår i släktet Hemibagrus och familjen Bagridae. IUCN kategoriserar arten globalt som livskraftig. Inga underarter finns listade i Catalogue of Life.